# Enzimski aktivator
Enzimski aktivatori su molekuli koji se vezuju za enzime i time povećavaju njihovu aktivnost. 
Ovi molekuli često učestvuju u alosternoj regulaciji enzima u kontroli metabolizma. Primer enzimskog aktivatora koji deluje na ovaj način je fruktoza 2,6-bisfosfat, koji aktivira fosfofruktokinazu 1 i povećava stopu glikolize u responsu na ljudski hormon glukagon.